# Bergit Heinze
Bergit Heinze (* 1. Mai 1955 in Griesen) ist eine ehemalige Ruderin aus der DDR. 1974 war sie Weltmeisterschaftszweite im Zweier ohne Steuerfrau.

## Karriere
Die 1,78 m große Bergit Heinze ruderte für den SC DHfK Leipzig. 1974 gewann sie zusammen mit Renate Bänsch den Titel im Zweier ohne Steuerfrau bei den DDR-Meisterschaften. Die beiden Ruderinnen vertraten die DDR auch bei den ersten Weltmeisterschaften für Frauen, die 1974 in Luzern ausgetragen wurden. Dort siegten die Rumäninnen Marilena Ghita und Cornelia Neacșu mit über zwei Sekunden Vorsprung vor dem DDR-Zweier.
1976 war Bergit Heinze als Ersatzruderin für die olympische Ruderregatta nominiert, kam aber nicht zum Einsatz. Zwei Jahre später gewann Heinze zwei weitere Meistertitel der DDR. Im Vierer mit Steuerfrau siegte sie als Mitglied einer Rudergemeinschaft aus Potsdam und Leipzig. Im Achter gewann sie mit einer Rudergemeinschaft aus fünf Vereinen den Titel.